# D坂杀人事件
《D坂杀人事件》是江户川乱步于1924年发表的一篇侦探小说，於1998年被改编為同名电影。

## 漫畫
- 『明智小五郎×絞男〜D坂殺人事件〜』（明智小五郎×絞男〜D坂の殺人事件〜）

山口譲司著。集英社 『江戸川亂歩 異人館』全1卷（ISBN 978-4-088-79126-5 ）。（日語）

## 1998年电影
《D坂杀人事件》（D坂の殺人事件），台湾译名《D坂本阵杀人事件》，根据江户川乱步的明智小五郎短篇系列侦探中的短篇作品《D坂杀人事件》和《心理測驗》改编，由实相寺昭雄导演的一部日本异色电影，于1998年在日本上映。片中有对于性虐恋的艺术化的表现，上映分级为R15+。

### 制作
- 导演：实相寺昭雄
- 原作：江户川乱步
- 脚本：萨川昭夫
- 音乐：池辺晋一郎
- 摄影：中堀正夫
- 美术：谷池仙克
- 录音：福冈修
- 剪辑：西東清明
- 制作：東映、東北新社
- 剧中作画：前田寿安

### 故事简介
时值1927年，日本金融危机之际，东京市本乡区团子坂旧书店粹古洞的女老板须永时子被人杀死在家中。警局请来了前警官，现新开业的私家侦探明智小五郎协助侦破此案。嫌疑人有两个：粹古洞的员工斋藤勇，案发时盗窃了死者的钱财；赝品画家蕗屋清一郎，曾受死者所托伪造已故画家大江春泥的作品。为验证两人的证言，明智对二人分别做了心理实验，根据结果判断出凶手是蕗屋，并且通过巧妙的盘问迫使蕗屋招供。
十五年前，还只有十五岁的蕗屋就协助其父平田东一参与了当时轰动一时的大型古董艺术品诈骗案“壶中庵事件”。被释放后表面上从事着古董艺术品修复，实际上仍然在进行赝品制造的交易。受旧书店粹古洞的女老板须永时子所托，伪造已故画家大江春泥的传奇作品《不知火（しらぬい）》。事成后，时子又委托他在没有原本的情况下创作出春泥的另一未传世作品《明乌（あけがらす）》，并委派女模特花崎真由美协助他。但事情进展不顺，蕗屋无论如何都无法创作出满意的作品，合约期满后，花崎也离开了。苦恼的蕗屋偶然间发现镜中的自己比花崎更适合成为模特，于是穿上女装，照着自己的样子创作出了《明乌》。事后他偶然得知雇主时子正是当年大江春泥的模特“蝶小姐”，因为无法接受她的存在，愤然将其杀害。

### 登场人物
- 蕗屋清一郎（真田广之 饰）

天才赝品画家，性无能者，有生殖崇拜情结。对于自己的作品有着非常强烈的执着，每回制作赝品都会制作两份，用其中一份代替原版，而将真正的原版销毁。当他成功制造出“蝶小姐”的赝品后，无法容忍作为真正的“蝶小姐”的存在，而将须永时子杀害。
- 須永時子（吉行由実 饰）

旧书店粹古洞的女老板，在丈夫死后独自一人打理书店生意，因为金融危机而产生财务上的困难。年轻时曾经给画家大江春泥做模特，收藏有春泥的作品《不知火》，并委托蕗屋制造赝品。曾经在做过艺妓，十分性感，与店员斋藤勇有染。
- 花崎丸美（大家由祐子 饰）

須永時子派给蕗屋做模特的少女，合约期满后离开。想跟蕗屋发生性关系，却发现了蕗屋的秘密。
- 斎藤勇（斋藤聪介 饰）

粹古洞的员工，案件的第一发现人。从案发现场偷走了被害人遗落在现场的钱财，因而被列为嫌疑人。是一个虐恋嗜好者，与女老板时子以及拉面店喜久屋店主的妻子、咖啡厅的女招待有肉体关系。
- 明智小五郎（岛田久作 饰）

私家侦探。之前曾是一名警察，因为妻子的死而意志消沉，龟缩于塞满书的旅馆房间里。后来把所有的书都卖给了斋藤，重新振作开了侦探事务所，这是他接的第一个案子。
- 小林芳雄（三輪瞳 饰）

明智的助手。
- 笠森糺（岸部一徳 饰）

检察官。
- 鈴木欣哉（六平直政 饰）

《不知火》和《明乌》的收购者。
- 庄司武彦（堀内正美 饰）
- 秋村修平（寺田農 饰）

拉面店老板
- 秋村希世子（小川春美 飾）

拉面店老板的妻子，有被虐倾向。
- 反町邦雄（東野英心 饰）
- 都築茂（広瀬昌亮 饰）
- 安堂俊光（岡野進一郎 饰）
- 土屋實（原知佐子 饰）

## 2015年電影
「日本推理之父」江戶川亂步逝世50周年的紀念作品，由窪田將治編劇並執導，祥子、河合龍之介等演員參與演出。

## 電視劇

### 1992年富士版
由久世光彦執導，寺内小春編劇，富士電視台播映，森光子、松雪泰子等人參演。

### 2016年NHK版
由宇野丈良執導，滿島光反串扮演明智小五郎。其他演員松永天馬、中村中、山中崇、津田寬治及末吉俊規參演。

## 外部参考
- 互联网电影数据库（IMDb）上《D坂杀人事件（1998年）》的资料（英文）